# Tomaševič I-110
Tomaševič I-110 byl prototyp sovětského těžkého stíhacího bombardéru s dlouhým doletem z druhé světové války. Prototyp stroje vznikl roku 1942 v konstrukční dílně D. L. Tomaševiče, který byl jako údajný nepřítel sovětského lidu pod dozorem NKVD. Úkolem konstruktérů bylo vytvoření stroje s dobrou výzbrojí, pasívní ochranou a jednoduchou konstrukcí, která by umožňovala výrobu nekvalifikovanou pracovní silou. To vše se podařilo splnit, ovšem nedostávalo se požadovaných motorů M-107P, se kterými bylo počítáno a které se stále ještě sériově nevyráběly. A tak tento nadějný stroj zůstal pouze ve stadiu prototypu, i když státní zkoušky roku 1943 dopadly dobře.

## Specifikace

### Technické údaje
- Osádka:
- Rozpětí: 10,20 m
- Délka: 9,91 m
- Plocha křídel: 18,75 m²
- Prázdná hmotnost: 3285 kg
- Vzletová hmotnost: 3980 kg
- Pohonná jednotka: 1 × Klimov M-107P o výkonu 1075 kW

### Výkony
- Maximální rychlost: 610 km/h
- Dolet: 1050 km
- Dostup: 10 000 m

### Výzbroj
- 1 × 20mm kanón ŠVAK
- 2 × 12,7mm kulomet UBT
- 2 × 7,62mm kulomet ŠKAS
- bomby do hmotnosti 500 kg